# Užpaliai
Užpaliai est un village de l'Apskritis d'Utena en Lituanie. En 2001, la population est de 877 habitants.

## Histoire
La population juive était historiquement importante dans le village. Par exemple, lors du recensement de 1897, 691 habitants étaient juifs sur un total de 740 personnes,,. En juillet 1941, les Juifs de la ville sont assassinés lors de différentes exécution de masse perpétrées par un Einsatzgruppen de nationalistes lituaniens,,.

## Galerie

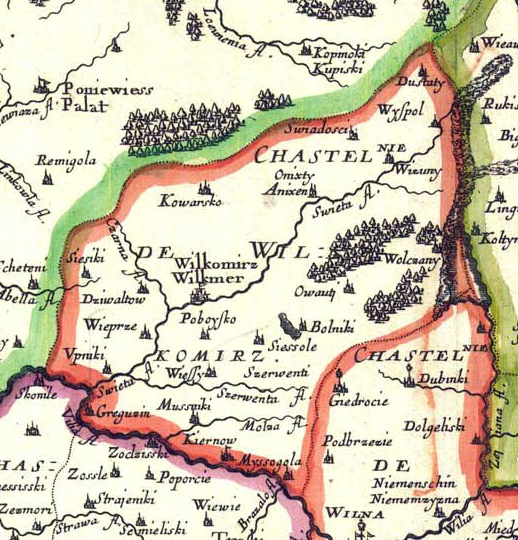
Užpaliai (Wyspol) sur une carte de Nicolas Sanson (1665)
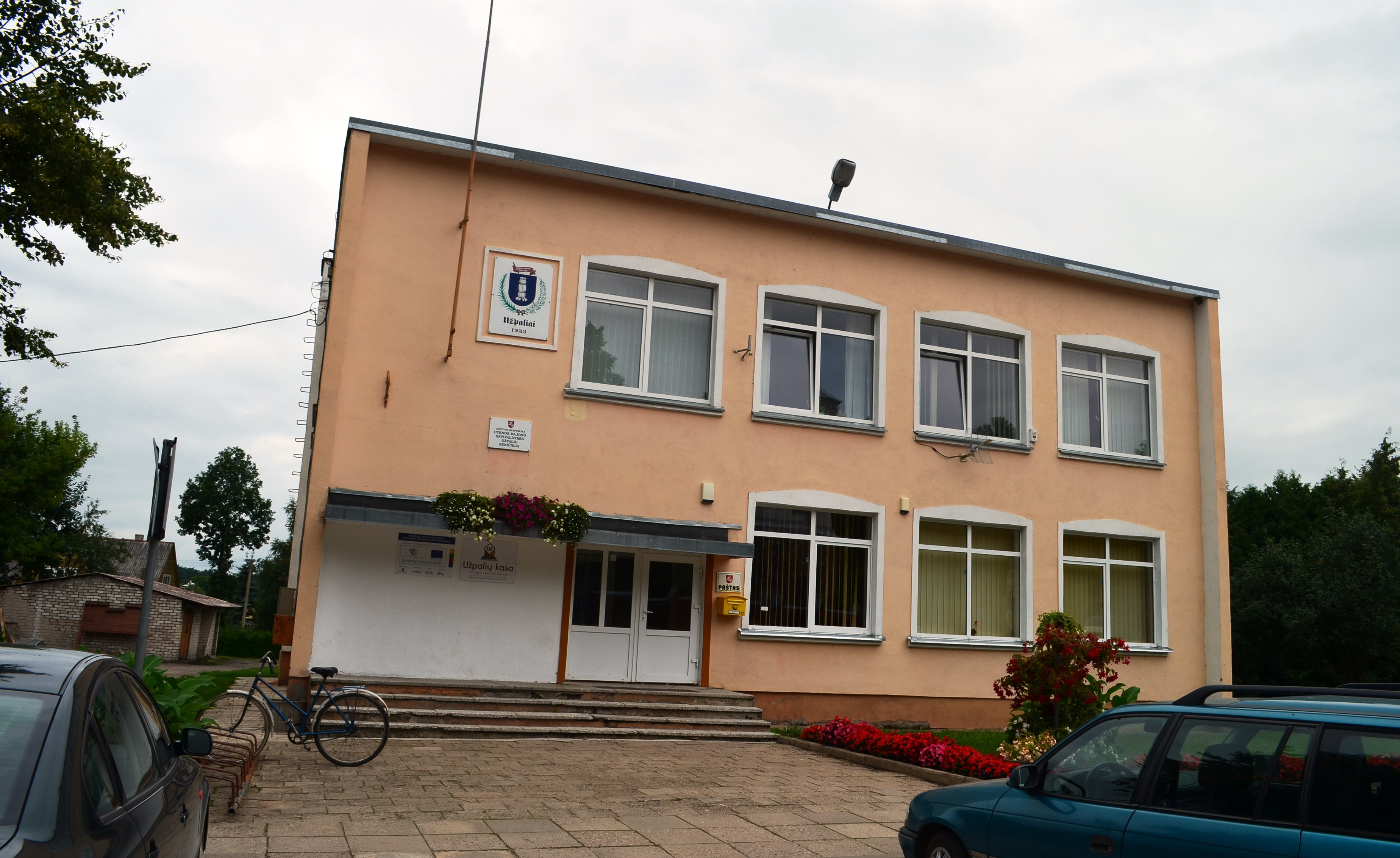
Paroisse
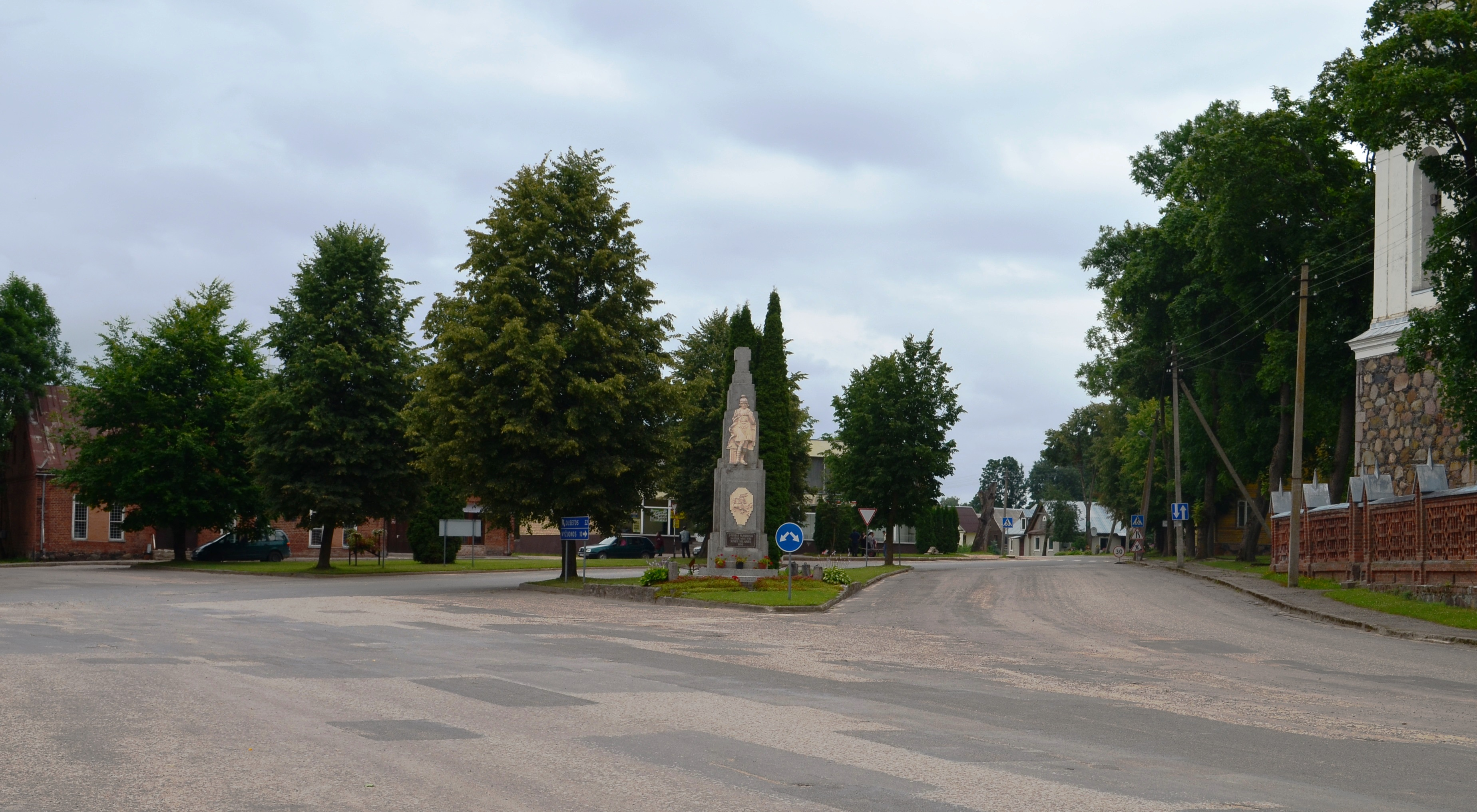
Centre-ville
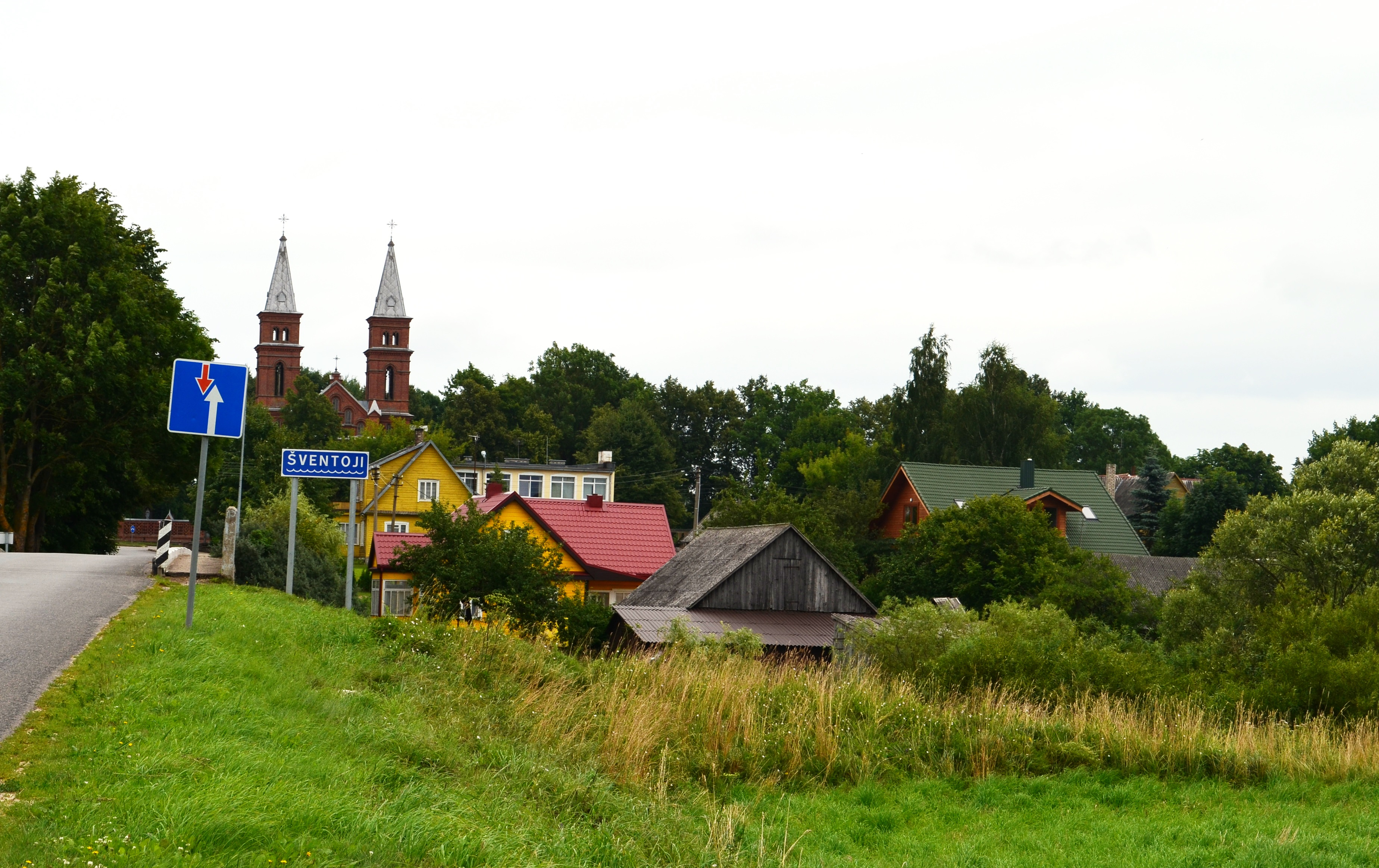
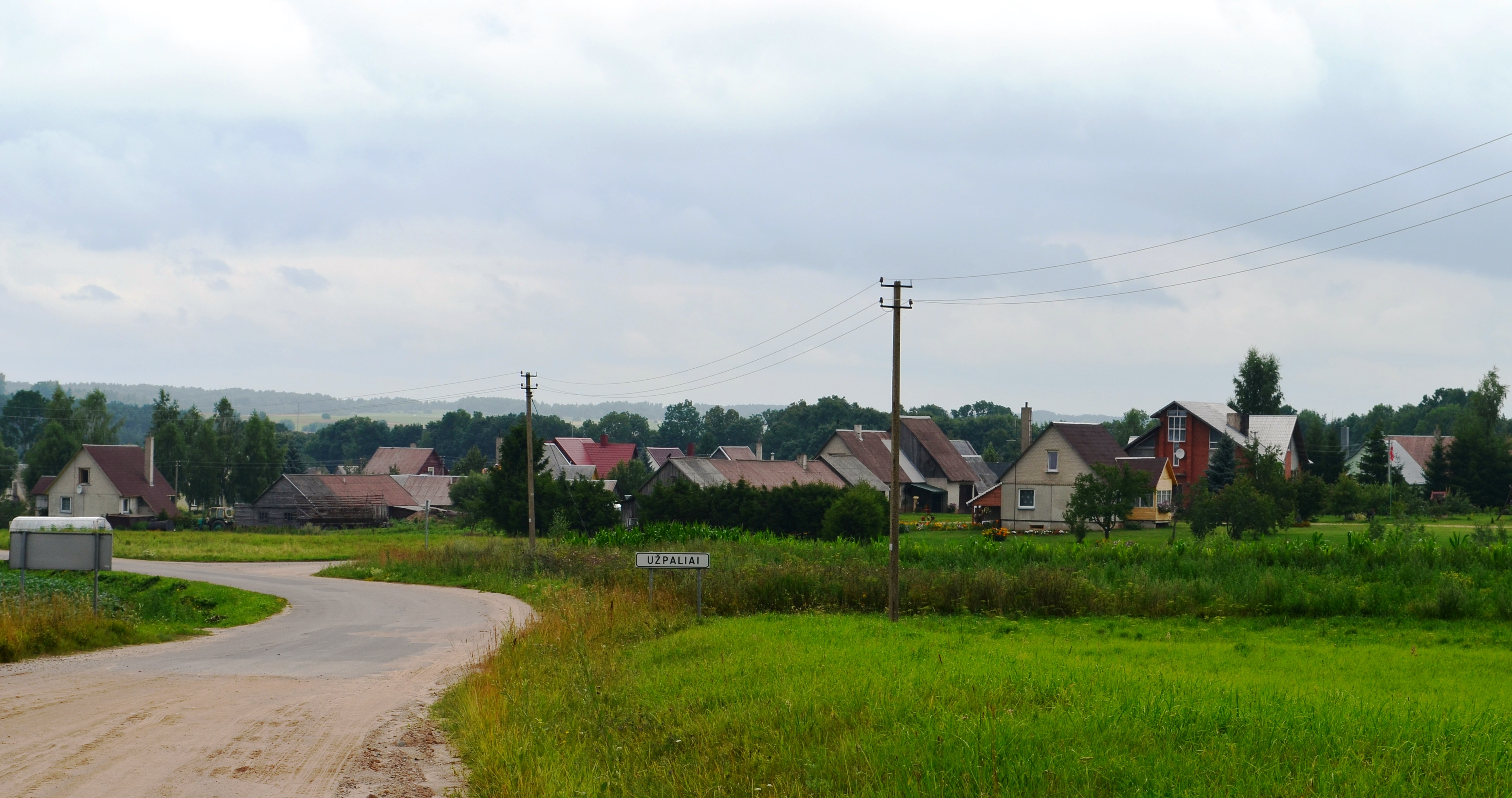
En arrivant d'Utena
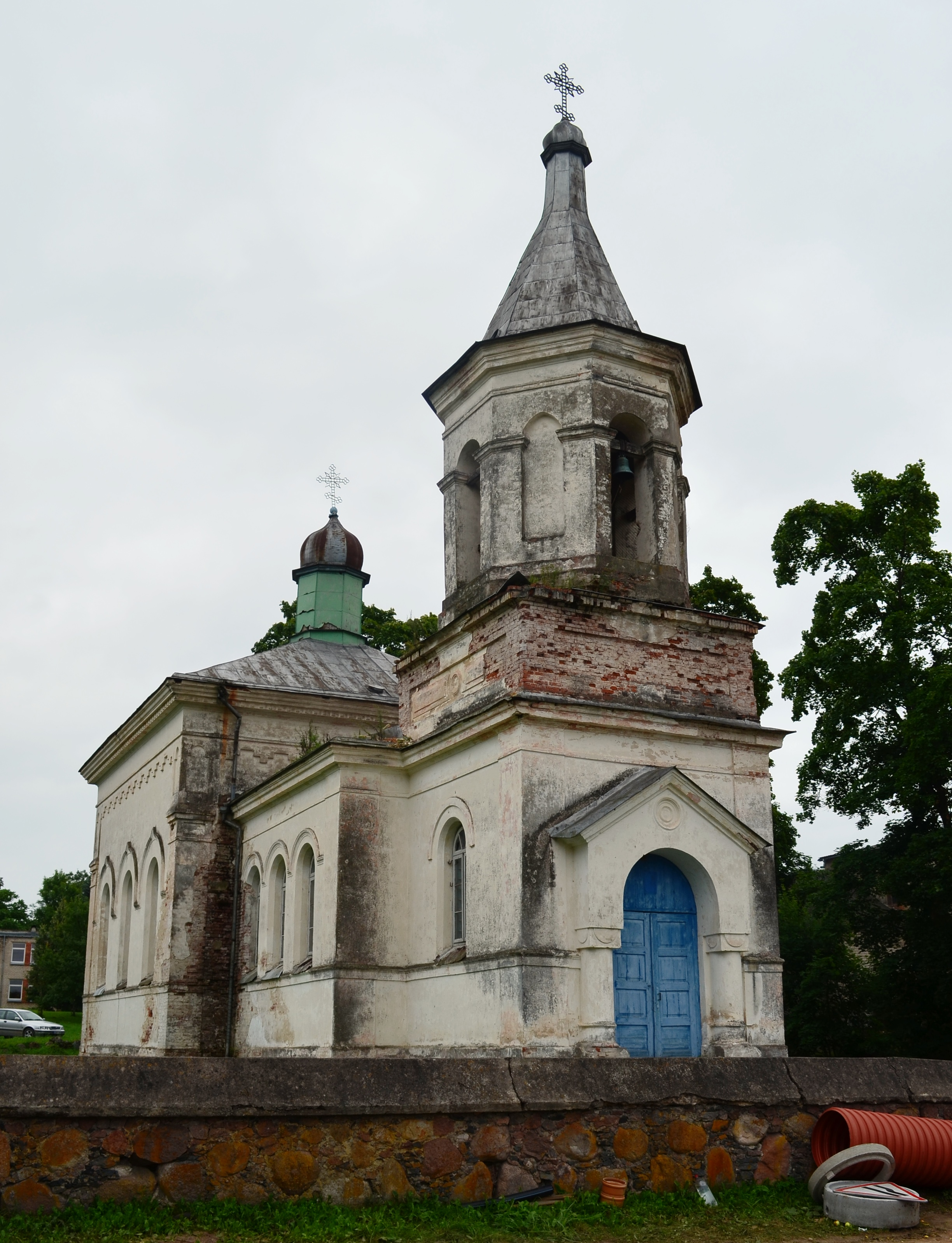
Eglise orthodoxe